# BabyKingdom
BabyKingdom（ベイビーキングダム）は、日本のヴィジュアル系ロックバンド。
BabyKingdom（愛称、べびきん）のコンセプトは“MUSIC THEME PARK＝音楽のテーマパーク”。創造するテーマパークのアトラクションを拡大し、巨大テーマパークを構築し続けるバンド。CDリリースごとに様々な音楽表現や衣装変更を行い、年齢層や性別を超えて受け入れられる楽しい楽曲を表現する。

## メンバー
咲吾（しょうご、7月31日 - )
- ヴォーカル担当。京都府出身。血液型はA型。同志社大学生命医科学部医工学科。[2]

志記（しき、9月21日 - ）
- ギター担当。兵庫県加古川市出身。血液型はA型。加古川東高等学校卒業。同志社大学生命医科学部医工学科→同大学院。兄はベースのもにょ。[3]

もにょ（5月23日 - ）
出生名：おおにしよしたか。
- ベース担当。兵庫県加古川市出身。血液型はB型。加古川東高等学校卒業。[5] 同志社大学理工学部インテリジェント情報工学科→同大学院。[6]加古川市出身ビジュアル系アーティスト「BabyKingdom（ベイビーキングダム）」として加古川経済新聞に掲載される。[7]弟はギターの志記。[8]

虎丸（とらまる、10月20日 - ）
- ドラムス担当。大阪府出身。血液型はA型。大阪芸術大学。

## 愛称
フルネームよりも、愛称（ニックネーム）「べびきん」で呼ばれることの多い珍しいヴィジュアル系バンド。SNSでは愛称で記載されることの方が多い。
- BabyKingdomの愛称は、カタカナの「ベビキン」ではなく平仮名で「べびきん」。[9] [10]
- BabyKingdomファンの総称は、「ばぶりーず」。[11]
- BabyKingdomオフィシャルファンクラブは、「B-kids」。[12]
- BabyKingdomオリジナルキャラクターは、「abby君」。[13]

## 概要
2013年「WeZ」として結成。当初は同志社大学で一緒だった咲吾、志記、もにょの3人体制だった。2016年に「BabyKingdom」と改名。同年に虎丸が加入し、本格的に活動開始。
コンセプトは「ミュージックテーマパーク」  。まるでテーマパークのひとつひとつのアトラクションであるかのように、たくさんの音楽表現を使ってジャンルにとらわれない楽しい楽曲を目指している。
2019年4月から株式会社ビーフォレストと所属契約し、レーベル「B.P.RECORDS」からリリースする。
事務所加入に伴い、拠点をそれまでの関西から東京へと移し、都内で共同生活を開始。
住居を「べびきんハウス」と名付け、同名のYouTubeチャンネルを開設。
元号が平成から令和に変わった瞬間に令和と関する楽曲「令和KAWAKIRI-GATE」をYouTubeにアップロード、令和ソングのアップロード速度はTwitterで検証結果 が記載されている。１位レペゼン地球(11:57) 、２位Babykingdom (12:15)、３位ゴールデンボンバー(12:46) と続き、惜しくも一位を逃しているが、BabyKingdomの「令和KAWAKIRI-GATE」は四国の小学校で運動会のダンスミュージックとして使用された令和曲として、「BabyKingdomの魅力2.前代未聞！？小学校にも行けるV系」 として紹介され、wikipediaの「令和」に於いて「令和を冠するもの」の音楽の中でも紹介されている。
ボーカル咲吾とベースもにょは、俳優としても活動中。 
もにょと志記の地元加古川市のBAN-BANテレビのパワープレイ「バンプレマンスリー」と称するヘヴィー・ローテーションに度々採用される。
2015年11月 RING!DONG!、2016年9月 ハイカラ、2017年6月 ミステリアスパレード、2018年5月 チョコレートキャンディパンチ、2020年5月 忍☆すぱいちゅ、2024年3月 PENGUIN DIVE、2025年3月 SEIMEI。
2020年3月11日に8thシングル「忍☆すぱいちゅ」をリリース、全国ツアーを予定。ところが、新型コロナウイルスの感染拡大を防止対策で、12本のライブ12本のイベント、メンバーの生誕祭等を中止とする。ツアーファイナル公演だけでも無観客ライブをし、ライブDVDとして形に残し、応援して下さる方のそばに置いてもらえる物を作りたいと考え、クラウドファンディングサイトCAMPFIREでプロジェクトを立ち上げ成功させている。
2021年12月11日の神田スクエアホールWINTER ONEMAN TOUR 「ジュラシックアドベンチャー」TOUR FINAL公演をもって所属のB.P.RECORDSを退所し独立する。

## 来歴
2013年に前身バンド“WeZ”を結成。
2016年3月に“BabyKingdom”へ改名し、本格的な活動をスタート。
2016年3月9日より、YouTube「べびきんハウス」として配信を開始。
2017年3月11日公開、映画「流山三銃士」にボーカル咲吾とベースもにょが出演。主題歌「勇敢道ファイター」を担当制作。
2018年4月29日、Japanesque Rock Collectionz Cure【Cure World Visual Festival 2018】 出演。
2018年10月7日、びじゅある祭2018 オープニングアクトで出演。
2019年4月28日、Japanesque Rock Collectionz Cure【Cure World Visual Festival 2019】 出演。
2019年10月13日、びじゅある祭2019 出演。
2019年11月7日、B.PチャンネルFes. 出演。
2020年5月18日より、NHKびじゅチューンの「何にでも牛乳を注ぐ女」はじめとするバンドカバー開始。
2020年10月18日、FAMILY PARTY 2020 出演。
2021年12月11日、WINTER ONEMAN TOUR 「ジュラシックアドベンチャー」TOUR FINAL 東京 神田スクエアホールの公演をもって所属していたB.P.RECORDSを退所。
2022年3月1日、「合同会社アビーミュージックファクトリー」を設立。
2022年6月18日、株式会社DONUTSが運営する近未来戦国を舞台にしたダーク楽曲メディアミックスプロジェクト『マガツノート』にコラボ楽曲制作が決定。
2022年11月09日、オリコンチャートに14thシングル『ダクラメント』がAタイプ(17位)とCタイプMV音源(25位)に同時ランクイン。週間ROCKシングルランキングではAタイプ(1位)とCタイプMV音源(3位)にランクイン。
2024年8月5日、両A面シングル「CALAVERAS(カラベラス)/サルサルーサ」のリリースにあわせ、50周年を迎えたモンチッチとコラボレーション。「サルサルーサ」は、『モンチッチ』とのスペシャルコラボを記念して書き下ろした曲。
2025年3月、テレビ東京 音楽番組「超音波 (テレビ番組)」の３月度エンディングテーマに「SEIMEI」が決定。

## タイアップ一覧
| 使用年 | 曲名             | タイアップ                                             |
| ------ | ---------------- | ------------------------------------------------------ |
| 2017年 | 勇敢道ファイター | 映画『流山三銃士』主題歌                               |
| 2022年 | GOLD             | メディアミックスプロジェクト「マガツノート」コラボ楽曲 |
| 2022年 | ダクラメント     | テレビ朝日系『BREAK OUT』11月度オープニング・トラック  |
| 2023年 | 我武者ライジング | テレビ朝日系『BREAK OUT』3月度オープニング・トラック   |
| 2024年 | サルサルーサ     | 株式会社セキグチ『モンチッチ』50周年記念コラボ         |
| 2025年 | SEIMEI           | TXNネットワーク『超音波』エンディング・テーマ          |